# 室賀正武
室賀 正武（むろが まさたけ）は、戦国時代の信濃国の武将。信濃国小県郡の国衆。

## 略歴
北信濃の国衆である清和源氏村上氏流屋代氏の支流・室賀氏の一族。『寛政重修諸家譜』によると、父は甲斐武田氏に仕えた室賀満正（勝永）で、満正は天正10年（1582年）4月に死去。同書では正武は「真田昌幸がために殺さる」とある。正武の家督相続に際しては、満正に従属する意志を示していた滝沢八兵衛が小県郡の国衆・小泉氏に離間する事件が起きている。なお、兄・屋代秀正と弟・室賀満俊は徳川家康に従い、両家とも江戸時代に大身旗本となっている。
天正10年（1582年）2月に開始された織田信長らによる甲州征伐の際には、屋代秀正と共に駿河丸子城を守備していたが、戦況の悪化を受けて自落し逃亡したらしい。3月の武田氏の滅亡後、小県郡の室賀氏や屋代氏は信濃川中島四郡を与えられた織田家臣・森長可に臣従していたと考えられている。「屋代秀正覚書」によれば、同年4月には、越後国の上杉景勝に属した芋川親正が芋川一揆を起こし、正武は長可とともにこれを平定している。同年6月には本能寺の変により武田遺領の甲斐・信濃を巡る天正壬午の乱が発生し、武田遺臣の真田昌幸らが相模国の北条氏直に属すなか、正武は別行動を取っていたと考えられている。
現在の上田市内には、"上室賀"、"下室賀"という地名が残っている（明治22年の町村制施行から昭和32年に川西村に合併されるまで室賀村という自治体でもあった）。ここは、かつて室賀一族が支配した地域で、1万石ほどの勢力があった。真田昌幸が真田一族の棟梁であった時には、千曲川をはさんで、北側を真田氏、南側を室賀氏が支配していた。
『加沢記』によると、天正11年（1583年）に「室賀殿」が徳川家康によって他の信濃豪族とともに所領の安堵状を受けている。同年、真田昌幸が所領を拡大しようとした際、室賀氏は真っ先に標的になったとされている。正武は守戦で自ら出撃して奮戦したが、間もなく真田氏と和睦した。
だが真田氏の麾下に入った事は不本意であったとされ、天正12年（1584年）家臣の鳥井彦右衛門尉を家康の元へ使いに出すと、家康より昌幸を謀殺すべしとの指示を受けたという。間もなく昌幸より居城・上田城に招かれたため、正武は一門の室賀孫右衛門を徳川氏の家臣・鳥居元忠の元へと派遣して援軍を要請した。だが孫右衛門は既に昌幸に内通しており、そのまま上田城に駆けこんで昌幸に事の次第を密告した。孫右衛門はそのまま室賀家へ帰参したため、正武は計略が成功していると見誤り、桑名八之助、相沢五左衛門尉、堀田久兵衛らの家臣を引き連れて上田城を訪れた。正武は書院に通されたが、次の間に控えていた真田家臣・長野舎人と木村渡右衛門に急襲され、その場で斬殺された。正武が連れていた家臣たちも抵抗するが捕えられて、のち真田氏に仕えた。昌幸は家康を刺激しないように正武の妻子の命は助け､上杉氏に引渡した。
また室賀一族は甲斐国や尾張国に落ちて行ったという。なおこの事件は､真田による謀殺ではなく､室賀の逆心の成敗事件として噂が広められていった。

## 関連作品
- 『真田丸』（2016年、NHK大河ドラマ 演：西村雅彦） - この作品によって、一般にはほとんど知られていなかった室賀正武の知名度が上がることになった[6][7]。